# Полянський провулок (Київ)
Поля́нський прову́лок — провулок у Шевченківському районі міста Києва, місцевість Сирець. Пролягає від Бакинської вулиці до кінця забудови.

## Історія
Полянський провулок виник у середині XX століття під назвою 475-а Нова вулиця. Сучасна назва — з 1955 року.